# 假情妇
《假情妇》是巴尔扎克的一部小说，1841年发表于《世纪报》，1842年菲纳第4版《人间喜剧》中，收入《私人生活场景》。

## 情节
波兰人帕兹是亚当·拉斯金的好友，也帮他操持家务，亚当夫妇挥霍无度，由于帕兹才得以保全。帕兹暗恋上亚当的夫人克莱芒蒂娜，一直不敢表露，但一天终被夫人发现。夫人主动向他示爱，他物色了一个马戏团女子养起来，以拒绝夫人。亚当患病生命垂危时，多亏帕兹的照料才捡回一条命。帕兹宣称要远征高加索，但其实一直暗中在巴黎保护着夫人。